# 2526 Alisary
2526 Alisary (1979 KX) là một tiểu hành tinh vành đai chính được phát hiện ngày 19 tháng 5 năm 1979 bởi Richard Martin West ở La Silla.